# Barão de Monte Alegre
Barão de Monte Alegre é um título nobiliárquico criado por D. Pedro II do Brasil por decreto de 23 de agosto de 1841, a favor de José da Costa Carvalho.
Titulares
1. José da Costa Carvalho (1796–1860) – 1.° visconde e marquês de Monte Alegre;
2. Joaquim Pereira da Silva (?–1890).[1]